# 摩爾多瓦世界遺產列表
本條目收錄摩爾多瓦的世界遺產列表，摩爾多瓦於2002年9月23日批准了《保護世界文化和自然遺產公約》，該國自然和文化遺蹟因此有資格列入《世界遺產名錄》。

## 列表
現今摩爾多瓦僅有1项文化遗产：
- 斯特鲁维测地弧[1]（文，2005年，与白俄罗斯、爱沙尼亚、芬兰、拉脱维亚、立陶宛、挪威、俄罗斯、瑞典、乌克兰共有）

## 預備名單
- Bălşi草原的典型黑鈣土[2]
- 老奧爾黑（英语：Old Orhei）考古景觀[3]